# William Tweed

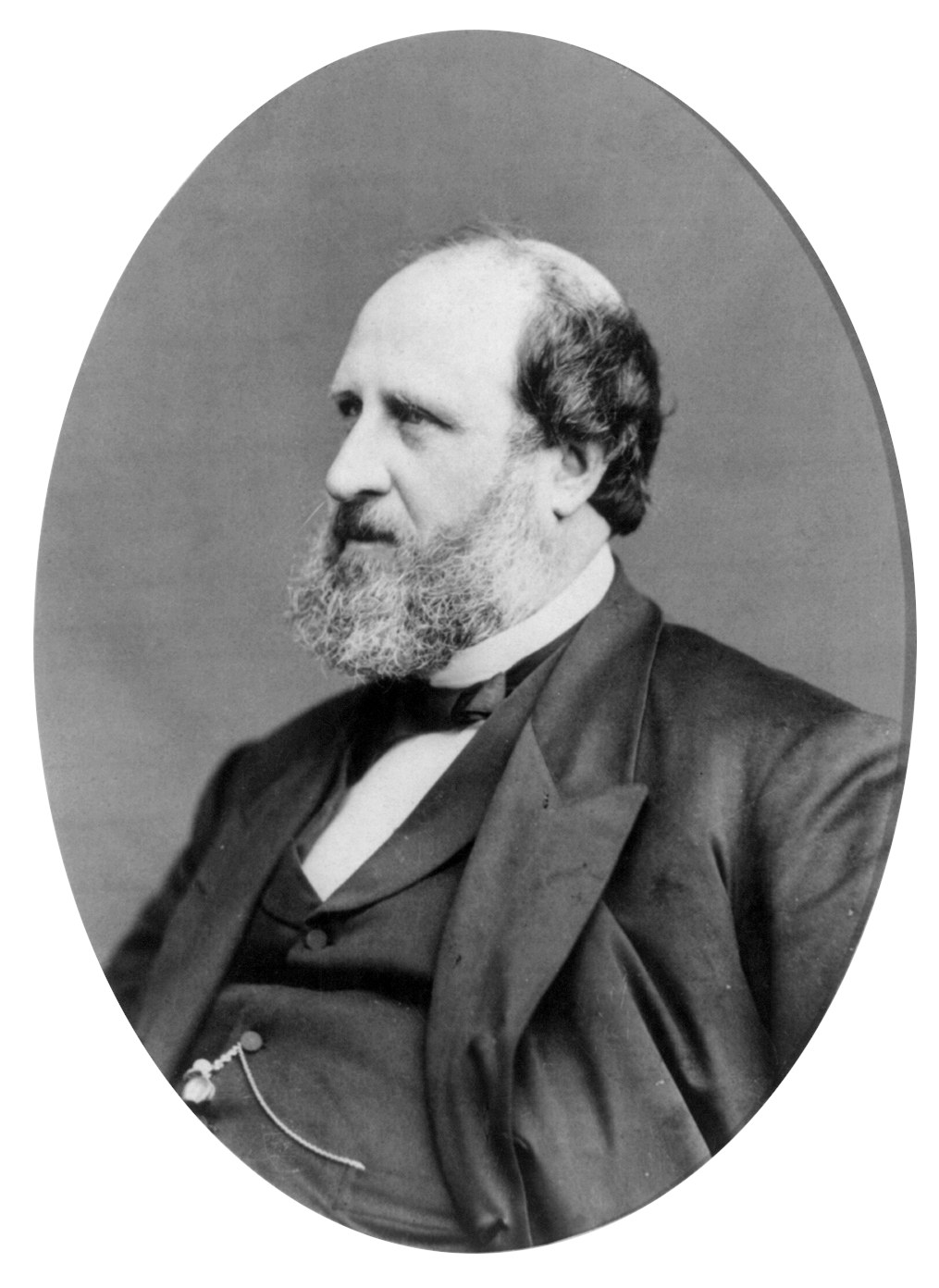
William Tweed

William Magear Tweed (* 3. April 1823 in New York City; † 12. April 1878 ebenda) war ein amerikanischer Politiker. Der Anführer des Männerbunds St. Tammany Society (besser bekannt unter der Bezeichnung „Tammany Hall“) und der von dieser Gesellschaft beherrschten Demokratischen Partei in New York war die zentrale Figur in einem weitreichenden Korruptionsskandal.

## Leben
Tweed, dessen Vorfahren schottische Protestanten waren, verließ mit elf Jahren die Schule, um seinem Vater in dessen Stuhlmacherwerkstatt zur Hand zu gehen. In den Jahren darauf geriet er auf die schiefe Bahn und wurde in seinem Stadtteil unter dem Namen „Big Bill“ – eine Anspielung auf sein Gewicht von etwa 150 Kilogramm – als Anführer einer Gang berüchtigt. Später gelangte Tweed zur New Yorker Feuerwehr und wurde bereits mit 27 Jahren Kommandant der American Engine Company Number Six.
1852 wurde Tweed zum Stadtrat für die Demokratische Partei gewählt, 1853 wurde er für diese Partei Abgeordneter im US-Repräsentantenhaus.
Vorherrschende politische Kraft innerhalb der Demokratischen Partei, die wiederum vorherrschende politische Kraft in New York war, war die St. Tammany Society, welche sich der Einwanderer aus Europa in dem Bestreben annahm, sie als unkritische Wähler zu gewinnen. 1857 wurde Tweed „sachem“ (Sektionschef) der St. Tammany Society, 1863 „grand sachem“ (Anführer) und damit zugleich Vorsitzender der Demokraten in New York. In dieser Position war Tweed die bestimmende Persönlichkeit der New Yorker Politik und erhielt so seinen Spitznamen „Boss Tweed“. 1868 wurde Tweed zusätzlich Staatssenator.
Lawrence Lessig, Professor für Rechtswissenschaften, erläutert in einem Vortrag das Konzept des Tweedism, das sich auf die sinngemäße Aussage von „Boss Tweed“ bezieht, „die Wahlen sind mir egal, so lange ich die Nominierung der Kandidaten kontrolliere.“

“I don't care who does the electing, so long as I get to do the nominating.”

## Korruption und Bestechung

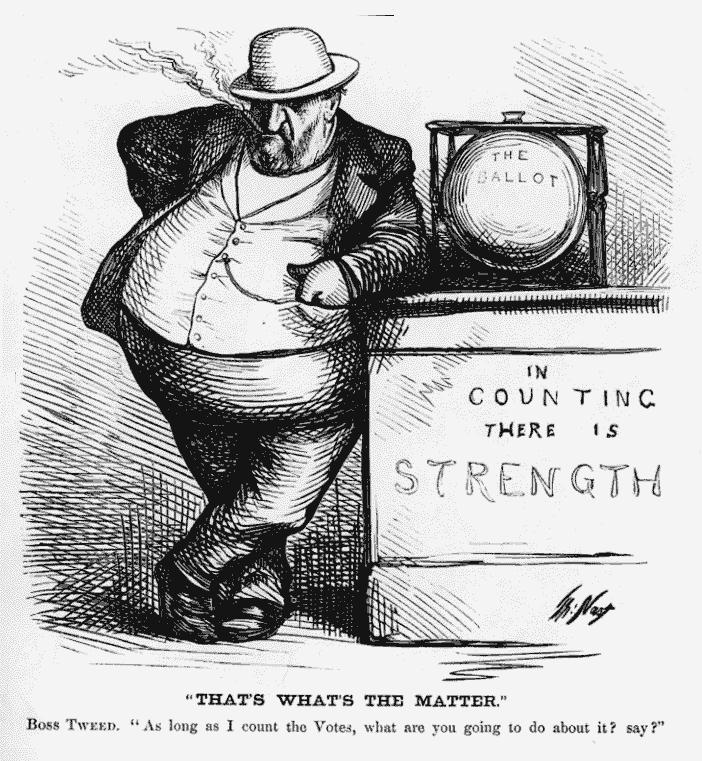
Karikatur von Thomas Nast zu Tweeds Wahlfälschungen

Gerichtsgebäude (Tweed Courthouse)

Auf dem Höhepunkt seiner Macht war Tweed der drittgrößte Grundstücksbesitzer der Stadt, Direktor der Erie Railway, Direktor der Tenth National Bank und der New-York Printing Company, Besitzer des „Metropolitan Hotel“ und Präsident des „Americus Club“ in Greenwich, Conn. Er besaß zwei mit Dampf betriebene Yachten, ein Haus auf der Fifth Avenue und ein Landhaus in Greenwich.
Tweed, der sich offen dazu bekannte, korrupt zu sein, nutzte seine Stellung zur persönlichen Bereicherung sowie zum Vorteil der Society aus. In den Jahren seiner politischen Karriere häufte Tweed ein Vermögen in Höhe eines zweistelligen Millionenbetrags an. Unter seiner Führerschaft flossen zusätzlich der St. Tammany Society 200 Millionen Dollar aus öffentlichen Kassen zu. Dies geschah unter anderem, indem er Kontrollkommissionen einsetzte, welche Bauvorhaben zu genehmigen hatten. So kostete 1858 der Bau des New Yorker County Court House, welcher zuerst auf 250.000 Dollar veranschlagt worden war, die Stadt zuletzt mehr als 12 Millionen Dollar.
Ab 1865 regierten William Tweed und seine drei loyalen Freunde Peter B. Sweeny, Richard B. Connolly und A. Oakey Hall New York wie Despoten.
Als Tweed 1870 zum Commissioner of public works (öffentliche Arbeiten) in New York ernannt wurde, ermöglichte ihm dies Korruption in großem Stil. Er kaufte z. B. 300 Bänke für 5 $ pro Stück und verkaufte sie an die Stadt für 600 $. Tweed organisierte auch den Bau des City Hall Park (Rathauspark). Die ursprünglich geschätzten Kosten von 350.000 $ beliefen sich nach Fertigstellung auf 13.000.000 $.

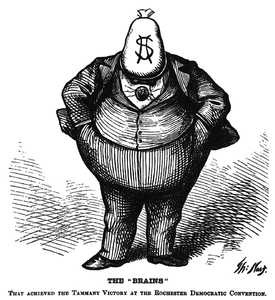
William Tweed in einer Karikatur von Thomas Nast: „The brains that achieved the Tammany victory at the Rochester Democratic Convention“

Zusätzlich bediente sich Tweed eines reichen Spektrums unlauterer Mittel, um die Macht behalten und sich weiter bereichern zu können. Gegen Bestechungsgelder erhielten Immigranten illegal Bleiberechte. Ferner wurden Beamte und Mandatare eingeschüchtert oder ihrerseits bestochen. Zudem kam es in New York zu Wahlfälschungen, welche auf Tweed selbst zurückgingen. Indirekt kontrollierte Tweed auch die Presse, indem er die Zeitungen durch die Vergabe von gut dotierten Inseratenaufträgen der Kommune oder von Mitgliedern der Society gefügig machte.
Tweed wurde wesentlich durch den bekannten Karikaturisten Thomas Nast gestürzt, welcher in der Zeitschrift Harper’s Weekly publizierte und in seinen Zeichnungen das System der Korruption und politischen Willkür um Tweed anprangerte. Tweed lernte bald, Nast zu fürchten; so soll Tweed gesagt haben: „Es ist mir gleichgültig, was die Zeitungen über mich veröffentlichen, da meine Schäfchen ohnehin nicht lesen können. Aber sie verstehen diese Zeichnungen.“ Sie übten Druck auf die Harper-Brüder aus, die die Zeitschrift herausgaben. Als diese sich weigerten, Thomas Nast zu entlassen, verloren sie den Vertrag, die New Yorker Schulen mit Büchern zu beliefern. Nast selber wurden 500.000 $ Bestechungsgeld angeboten, damit er seine Kampagne beendete. Obwohl das ein 100-faches seines Gehalts bedeutete, lehnte es Nast ab, einen Rückzieher zu machen.

## Der Absturz
Schließlich verlor die Demokratische Partei trotz aller Manipulationen die Mehrheit. Nach der Wahl des Republikaners Ulysses S. Grant zum US-Präsidenten folgte durch diesen die Ernennung von Edwards Pierrepont zum Bundesanwalt für den südlichen Bezirk von New York. Dieses Amt übte er bis 1870 aus, um danach als Mitglied des Committee of Seventy gegen die Korruption in New York um den Parteivorsitzenden Tweed in der Tammany Hall vorzugehen.
Am 21. Juli 1870 veröffentlichte die New York Times den Inhalt des Hauptbuches (Journal) des Staates New York. Dieses deckte auf, dass Thermometer 7.500 $ (2025: ca. 186.000 $) kosteten und für Besen gigantische 41.190 $ (2025: ca. 1.022.000 $) pro Stück zu Buche standen. Mit den Arbeiten waren Tweeds Freunde beauftragt. George Miller, ein Zimmermann, kassierte 360.747 $ (2025: ca. 8,9 Millionen $) für die Arbeit von einem Monat, wohingegen James Ingersoll 5.691.144 $ (2025: ca. 141 Millionen $) für Möbel und Teppiche erhielt.
1871 richtete Samuel J. Tilden einen Untersuchungsausschuss ein, um Tweeds Aktivitäten zu beleuchten. Jimmy O’Brien, Sheriff von New York, war der Meinung, dass ihm Tweed nicht genügend Schmiergeld zahle, und versorgte den Ausschuss mit belastenden Dokumenten.

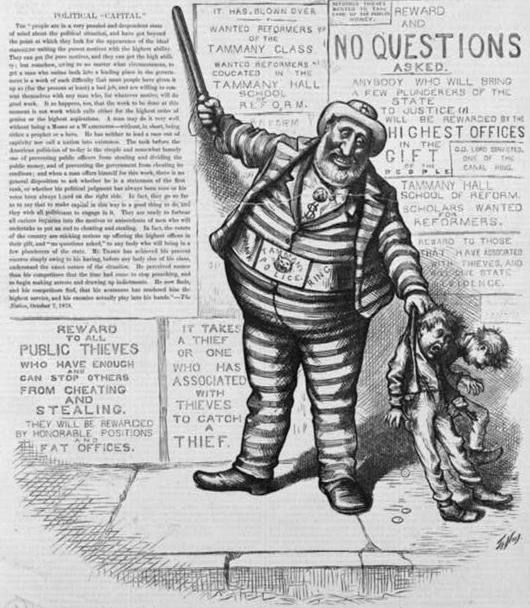
Die Karikatur, die zu Tweeds Festnahme führte

1874 wurde Tweed aufgrund der massiven Korruption und mehrerer Kapitalverbrechen angeklagt und zu zwölf Jahren Haft verurteilt. Als er 1875 gegen Kaution freigelassen werden sollte, konnte er nicht zahlen. Er nutzte am 4. Dezember 1875 einen bewilligten Ausgang und floh nach Kuba. Dort schiffte er sich nach Spanien ein, wo Tweed in Vigo von einem spanischen Gendarmen gefasst wurde. Dieser Gendarm hatte Tweed aufgrund der Karikaturen Nasts erkannt, die als Steckbriefe verwendet wurden, wenngleich er – aufgrund der als Steckbrief verwendeten Karikatur – davon ausging, dass Tweed wegen Kidnapping gesucht werde.
Tweed wurde 1876 an die USA ausgeliefert, wo er zwei Jahre später im Gefängnis Ludlow Street Jail von New York City starb. William Tweed wurde auf dem Friedhof Green-Wood Cemetery in Brooklyn beigesetzt. Der Sarg wurde nur von vier Kutschen begleitet und der Trauerzug interessierte niemanden mehr.
Nach dem Sturz von William Tweed wurde die Tammany Society von John Kelly neu organisiert. Mitglieder der Tammany Society waren bald wieder in Machtpositionen und bestimmten, wer Bürgermeister von New York City werden solle.

## Trivia
Im 2002 veröffentlichten amerikanischen Spielfilm Gangs of New York von Martin Scorsese wird Tweed durch Jim Broadbent dargestellt.
In einer Episode von Unsere kleine Farm (Klassensprecherwahl) zeichnet Laura Ingalls eine Karikatur über Nellie Oleson, die Nellie als Nellie Boss Tweed darstellt.
Claudio S. Grafulla schrieb für Tweed 1870 einen Quick Step mit dem Titel Solid Men to the Front.
In John Varleys Roman Der heiße Draht nach Ophiuchi ist der Antagonist unter Namen Boss Tweed bekannt, emuliert sein Aussehen nach William Tweed und nennt sein Hauptquartier „Tammany Hall“.